# 네바촌
네바촌(일본어: 根羽村)은 일본 나가노현 서남단에 있는 시모이나군의 촌으로 기후현, 아이치현과 인접한다.

## 지리
나가노현 남서단에 위치한다. 마을의 남동쪽에는 차우스산이 우뚝 솟아 있고 전체적으로 북서쪽으로 갈수록 고도가 낮아진다. 지역 전체가 야하기강 유역이며 메이지 용수의 함양림이 있는 등 예로부터 아이치현과 밀접한 관계에 있다.

## 역사
- 1868년 8월 - 폐번치현으로 이나현에 편입되었다.
- 1871년 - 지쿠마현에 속했다가 9월에 나가노현이 되었다.
- 1875년 1월 12일 - 네바촌과 쓰키세촌이 합병해 네바촌이 되었다.

## 인구
| 연도 | 인구  | ±%     |
| ---- | ----- | ------ |
| 1940 | 2,826 | —      |
| 1950 | 3,114 | +10.2% |
| 1960 | 3,059 | −1.8%  |
| 1970 | 2,121 | −30.7% |
| 1980 | 1,773 | −16.4% |
| 1990 | 1,599 | −9.8%  |
| 2000 | 1,380 | −13.7% |
| 2010 | 1,129 | −18.2% |

## 교통

### 도로
- 국도 153호선